# Richard Stücklen
Richard Stücklen (Heideck, 20 agosto 1916 – Weißenburg in Bayern, 2 maggio 2002) è stato un politico tedesco.

## Biografia
Stücklen è nato a Heideck. Dopo un periodo di apprendistato, ha lavorato come elettricista mentre studiava ingegneria a un corso per corrispondenza. È entrato a far parte del Reichsarbeitsdienst nel 1936 e più tardi nella Wehrmacht, dove ha servito come soldato nella seconda guerra mondiale nel 1940-1943, quando è stato dichiarato inabile al servizio a causa di un infortunio al ginocchio. In seguito ha lavorato nel settore elettrico ed è stato in grado di terminare la sua formazione come ingegnere elettrico a Mittweida, dopo di che è diventato un manager di reparto a AEG. Dopo il 1945, ha lavorato nel settore metalmeccanico a Heideck. Nel 1952 ha co-fondato la BMS Ingenieurgesellschaft mbH & Co. KG, una società di ingegneria e fu socio di questa impresa fino al 1989.
Richard Stücklen era sposato e aveva due figli. Morì nel 2002 a Weißenburg in Bayern a seguito di una malattia cardiaca.

## Carriera politica
Stücklen aderì al Partito Nazista nel 1939. Dopo la fine della seconda guerra mondiale, nel 1945, è stato uno dei fondatori della CSU di Heideck e Hilpoltstein. stato eletto al Bundestag nel 1949 come rappresentante del distretto elettorale di Weißenburg. È stato il membro più giovane del primo Bundestag ed è rimasto un membro eletto direttamente del Bundestag per undici legislature fino alla fine del 1990, più di qualsiasi altro membro prima o dopo di lui.
Stücklen faceva parte di un gruppo di parlamentari che, senza successo, ha proposto di cambiare il sistema di voto tedesco nel 1955.
Dopo le elezioni federali 1957, Stücklen divenne Ministro federale delle poste e delle telecomunicazioni nel governo di Konrad Adenauer il 29 ottobre 1957. Era il più giovane ministro federale tedesco a quel tempo. Ha mantenuto l'incarico nei governi di Ludwig Erhard. Il 1º dicembre 1966 ha lasciato l'incarico e fu sostituito da Werner Dollinger nel governo della grande coalizione di Kurt Georg Kiesinger. Tra il 1967 e il 1976, è stato presidente della CSU Gruppo parlamentare e vice presidente del gruppo CDU / CSU.
Dopo le elezioni federali 1976, dove è divenuto un potenziale ministro in un possibile governo di Helmut Kohl, è stato eletto vicepresidente del Bundestag, il 14 dicembre 1976. Poco dopo la Bundesversammlung aveva eletto Karl Carstens come Presidente della Germania, Stücklen divenne il suo successore in qualità di Presidente del Bundestag. Dopo le elezioni del 1983, Rainer Barzel divenne presidente del parlamento, e Stücklen tornò al Bundestag come vicepresidente fino all'abbandono del parlamento il 20 dicembre 1990.
Una delle più famose sessioni presiedute da Stücklen al Bundestag fu quella del 18 ottobre 1984, quando escluse il deputato dei Verdi Jürgen Reents dalla sessione per chiamare Helmut Kohl. Christa Nickels ha in seguito chiesto un'interruzione. Stücklen girò il microfono spento, inducendo Joschka Fischer a rivolgersi a lui affermando: "Con rispetto, signor Presidente, lei è uno stronzo", per il quale ha a sua volta è stato escluso dal dialogo. Fischer si è poi scusato con Stücklen due giorni dopo.